# Orphée (Glass)
 (novembre 2024).
 (novembre 2024).
La mise en forme du texte ne suit pas les recommandations de Wikipédia : il faut le « wikifier ».
Les points d'amélioration suivants sont les cas les plus fréquents. Le détail des points à revoir est peut-être précisé sur la page de discussion.
- Les titres sont pré-formatés par le logiciel. Ils ne sont ni en capitales, ni en gras.
- Le texte ne doit pas être écrit en capitales (les noms de famille non plus), ni en gras, ni en italique, ni en « petit »…
- Le gras n'est utilisé que pour surligner le titre de l'article dans l'introduction, une seule fois.
- L'italique est rarement utilisé : mots en langue étrangère, titres d'œuvres, noms de bateaux, etc.
- Les citations ne sont pas en italique mais en corps de texte normal. Elles sont entourées par des guillemets français : « et ».
- Les listes à puces sont à éviter, des paragraphes rédigés étant largement préférés. Les tableaux sont à réserver à la présentation de données structurées (résultats, etc.).
- Les appels de note de bas de page (petits chiffres en exposant, introduits par l'outil «  Source ») sont à placer entre la fin de phrase et le point final[comme ça].
- Les liens internes (vers d'autres articles de Wikipédia) sont à choisir avec parcimonie. Créez des liens vers des articles approfondissant le sujet. Les termes génériques sans rapport avec le sujet sont à éviter, ainsi que les répétitions de liens vers un même terme.
- Les liens externes sont à placer uniquement dans une section « Liens externes », à la fin de l'article. Ces liens sont à choisir avec parcimonie suivant les règles définies. Si un lien sert de source à l'article, son insertion dans le texte est à faire par les notes de bas de page.
- La présentation des références doit suivre les conventions bibliographiques. Il est recommandé d'utiliser les modèles {{Ouvrage}}, {{Chapitre}}, {{Article}}, {{Lien web}} et/ou {{Bibliographie}}. Le mode d'édition visuel peut mettre en forme automatiquement les références.
- Insérer une infobox (cadre d'informations à droite) n'est pas obligatoire pour parachever la mise en page.

Pour une aide détaillée, merci de consulter Aide:Wikification.
Si vous pensez que ces points ont été résolus, vous pouvez retirer ce bandeau et améliorer la mise en forme d'un autre article.
Pour les articles homonymes, voir Orphée (homonymie).
Orphée est un opéra de chambre en deux actes et 18 scènes, pour ensemble et solistes, composé en 1991 par Philip Glass, sur un livret (en français) du compositeur, basé sur le scénario du film éponyme (1950) de Cocteau. Commande de l'American Repertory Theater de Cambridge (Massachusetts) et de l'Académie de Musique de Brooklyn de New York, c'est le premier volet d'une trilogie en hommage au poète français. La première mondiale de l'œuvre a eu lieu le 14 mai 1993, sous la direction de Martin Goldray et la première européenne le 27 mai 2005 à la Royal Opera House de Londres,.
Orphée est ensuite joué au Théâtre d'État (de) de Linz le 21 janvier 2007, au Alice Busch Opera Theater de Cooperstown dans le cadre du Glimmerglass Festival (en) durant dix jours à partir du 21 juillet 2007,, à l'Opéra de Portland (Auditorium Keller (en)) durant cinq jours à partir du 6 novembre 2009 , sous la direction d'Anne Manson, au Herbst Theatre (en) de San Francisco le week-end du 26 février 2011, sous la direction de Nicole Paiement, à l'Université George Mason (Centre pour les Arts) de Fairfax durant deux jours à partir du 10 février 2012,.
En 2000, Paul Barnes en a tiré une transcription pour piano intitulée The Orphée Suite for Piano et jouée pour la première fois le 19 avril 2001 à la Greenwich House Music School de New York.

## Personnages
| Rôle           | Type de voix  | Distribution à la création, 14 mai 1993 Direction : Martin Goldray                                                           |
| -------------- | ------------- | --- |
| La Princesse   | Soprano       | Wendy Hill |
| Eurydice       | Soprano       | Elizabeth Futral |
| Heurtebise     | Ténor         | Richard Fracker |
| Cégeste        | Ténor         | Paul Kirby |
| Orphée         | Baryton       | Eugène Perry |
| Le Juge        | Basse         | John Kuether |
| Le Poète       | Basse         | James Ramlet |
| Le Commissaire | Basse         | John Kuether |
| Aglaonice      | Mezzo-soprano | Janice Felty (en) |
| Le Reporter    | Ténor         | Brian Mirabile |
| Glazier        | Ténor         | Brian Mirabile |
| Ensemble       |               | Linda Joy Adams Charles Butler Robert K. Dunn Michael Glumicich Rachael Lillis Ken MacDonald Stephen Spewock Hester A. Tinti |

## Structure
- Acte I :
  - Scène 1, le Café
  - Scène 2, la Route
  - Scène 3, le Chalet
  - Scène 4, Chez Orphée
  - Scène 5, la Chambre d'Orphée
  - Scène 6, le Studio d'Orphée
  - Scène 7, le Bureau du Commissaire
  - Scène 8, la Poursuite
  - Scène 9, Chez Orphée

- Acte II :
  - Scène 1, le Voyage aux Enfers
  - Scène 2, le Procès
  - Scène 3, Orphée et la Princesse
  - Scène 4, le Verdict
  - Scène 5, Interlude Musicale - le Retour chez Orphée
  - Scène 6, Chez Orphée
  - Scène 7, le Studio d'Orphée
  - Scène 8, le Retour d'Orphée
  - Scène 9, la Chambre d'Orphée

## Discographie
- The Orphée Suite for Piano, musique de Philip Glass, transcription par Paul Barnes (piano), enregistrée en avril 2001. Orange Mountain Music (2003).
- The Portland Opera Orchestra dirigé par Anne Manson, première version complète enregistrée en novembre 2009. Orange Mountain Music (2010)[10].